# سان برونو (کالیفرنیا)
سان برونو (به انگلیسی: San Bruno) شهری در شهرستان سن ماتئو ایالت کالیفرنیا است که در سرشماری سال ۲۰۱۰ میلادی، ۴۱۱۱۴ نفر جمعیت داشته است.